# Theronopus ohopohoensis
Theronopus ohopohoensis är en insektsart som beskrevs av Rauno E. Linnavuori 1961. Theronopus ohopohoensis ingår i släktet Theronopus och familjen dvärgstritar. Inga underarter finns listade i Catalogue of Life.